# Norma del vantaggio

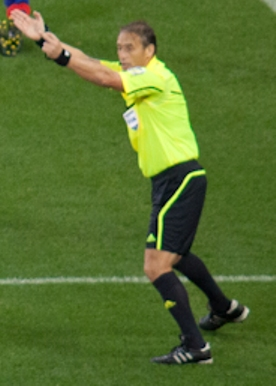
L'arbitro di calcio Héctor Baldassi distende le braccia per segnalare l'assegnazione del vantaggio

La norma del vantaggio è un principio sportivo, spesso codificato nelle regole di una disciplina, secondo il quale l'arbitro di una gara può decidere, nel caso di infrazione commessa dal giocatore di una squadra, di non fermare il gioco per riprenderlo con palla a disposizione della squadra che ha subìto il fallo, ma lasciare giocare quest'ultima se gli appare evidente che il fallo non ha significativamente inciso sulle sue possibilità di portare a buon fine un'azione.
La ratio della norma del vantaggio è quella di non prendere una decisione che, sia pur formalmente corretta, penalizzerebbe oltremisura la squadra che ha subìto il fallo e favorirebbe quella che l'ha commesso.
Moderne interpretazioni regolamentari del vantaggio hanno esteso le garanzie nei confronti delle squadre che subiscono un'infrazione di gioco: per esempio, nel calcio l'arbitro può decidere di concedere il fallo in un secondo momento qualora negli sviluppi dell'azione di gioco non interrotta la squadra che ha subìto il fallo non abbia tratto effettivo guadagno dalla prosecuzione.
Nel rugby a 15, invece, la situazione di vantaggio (ovvero, la prosecuzione del gioco nonostante un'infrazione commessa da una delle due squadre) può prolungarsi per diverse fasi di gioco e normalmente si concretizza con una punizione a favore della squadra che ha subito l'infrazione qualora essa non abbia tratto vantaggio dalla prosecuzione del gioco.

## La norma del vantaggio nei vari sport

### Calcio
Il vantaggio nel gioco del calcio è un potere discrezionale dell'arbitro, disciplinato dalla Regola numero 5. Esso prevede che, qualora a seguito di un fallo o di un'infrazione la squadra che subisca questi ultimi si trovi in una situazione vantaggiosa per il proseguimento dell'azione, l'arbitro possa riservarsi di non interrompere immediatamente il gioco a seguito del fallo o della scorrettezza, ma piuttosto di lasciar proseguire l'azione.
Il vantaggio non rientra nelle 17 regole fondamentali del calcio, ma è un'appendice della Regola 5 (L'arbitro): in essa non sono stabiliti indiscutibilmente i casi nei quali il vantaggio debba o non debba essere applicato, lasciando quindi all'arbitro il pieno potere decisionale sulla sua applicazione o meno.
Il vantaggio è nominato fra i doveri dell'arbitro ("L'arbitro: [...] Lascia proseguire il gioco quando la squadra contro la quale è stata commessa un'infrazione beneficerà da ciò di un vantaggio e punisce l'infrazione iniziale se il vantaggio accordato non si è concretizzato nell'immediatezza;"), ma la sua trattazione più completa avviene nella sezione "Interpretazione delle Regole del Gioco
e linee guida per arbitri" della Regola 5, nella quale n'è dedicato un intero paragrafo.

L'arbitro Pasquale Rodomonti (al centro) distende il braccio assegnando il vantaggio a favore del milanista George Weah (a destra), nella sfida di Serie A dell'8 settembre 1996 tra Milan e Verona (4-1): ne scaturirà una tra le più belle reti nella storia del calcio italiano.

Sostanzialmente, il vantaggio deve essere applicato in tutti quei casi in cui la squadra che subisca un fallo o un'infrazione sarebbe svantaggiata dall'interruzione del gioco, quindi quando la squadra in questione tragga più vantaggio dal proseguimento dell'azione piuttosto che da un calcio di punizione derivato dal fallo o dall'infrazione iniziale. L'arbitro segnala il vantaggio distendendo una o entrambe le braccia nel momento in cui rilevi l'infrazione, ma decida di lasciar comunque proseguire il gioco in virtù della norma; una volta assegnato il vantaggio, l'arbitro ha 3" a disposizione per verificare che questa decisione abbia effettivamente prodotto un vantaggio per la squadra che ha subìto il fallo: se ciò non avviene, l'arbitro può fermare il gioco e sanzionare l'infrazione per la quale non aveva inizialmente interrotto l'azione. Il vantaggio non modifica i provvedimenti disciplinari in caso di imprudenza: se viene concesso il vantaggio per un fallo imprudente sanzionabile con un'ammonizione (o con un'espulsione in base ai casi spiegati in seguito), il cartellino giallo è mostrato al calciatore autore del fallo alla successiva interruzione di gioco senza assegnare calci di punizione. Tuttavia, se il vantaggio viene concesso per un fallo volto ad interrompere una promettente azione di gioco (SPA) che, grazie al vantaggio riesce comunque a concretizzarsi, il provvedimento disciplinare (ammonizione) viene declassato e non dovrà essere sanzionato il calciatore colpevole. Tale ragionamento si applica anche in caso di DOGSO (negare un’evidente opportunità di segnare una dete), dove, se grazie al vantaggio il gol viene comunque realizzato, il provvedimento disciplinare viene declassato da cartellino rosso a cartellino giallo per comportamento antisportivo.

#### Casi particolari
Esistono comunque delle situazioni particolari riguardanti il vantaggio. Per esempio, se viene commesso un grave fallo di gioco o una condotta violenta (in sostanza, infrazioni meritevoli di cartellino rosso), il vantaggio va applicato solamente se c'è un'evidente opportunità di segnare una rete. Tuttavia, se l'arbitro concede il vantaggio su una situazione simile e prima che il gioco si fermi il calciatore che dovrebbe essere espulso per l'infrazione commessa interviene nel gioco, l'arbitro deve immediatamente interrompere l'azione, espellere il calciatore per il grave fallo di gioco o per la condotta violenta precedentemente commessa e riprendere con un calcio di punizione indiretto nel punto in cui si trovava il pallone al momento dell'interruzione.
Per quanto riguarda la condotta gravemente sleale, ovvero qualsiasi fallo che neghi alla squadra avversaria una rete o l'evidente opportunità di segnare una rete e che dunque è punibile con un cartellino rosso, esistono regolamentazioni particolari in caso di vantaggio: se l'arbitro concede il vantaggio su un fallo che provochi una condotta gravemente sleale, il calciatore reo alla prima interruzione sarà ammonito anziché espulso; tuttavia se l'infrazione che configura la condotta gravemente sleale sia un'infrazione di per sé meritevole di rosso (grave fallo di gioco o condotta violenta), allora alla prima interruzione il calciatore sarà comunque espulso, a meno che il calciatore in questione non intervenga nel gioco prima che questo si fermi (nel qual caso l'arbitro interverrà come descritto nel paragrafo precedente).